# Renard (Stravinsky)

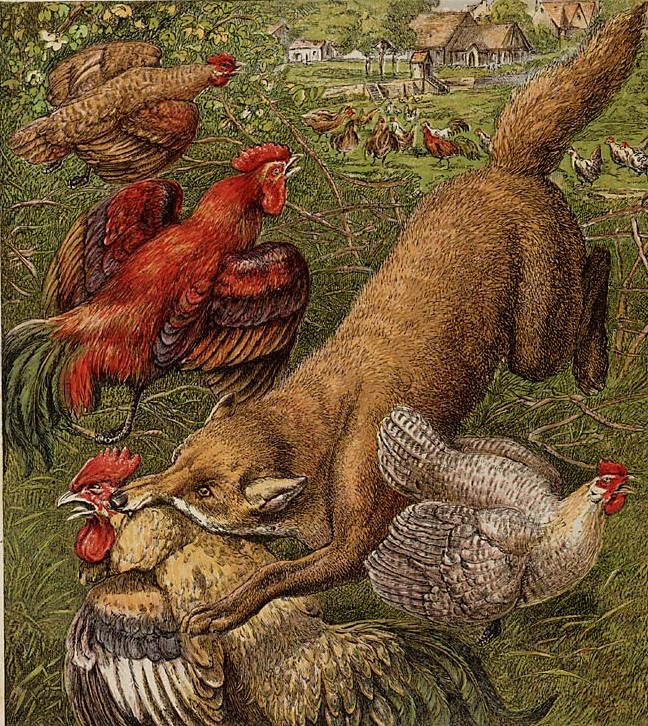
Reintje de Vos, circa 1872

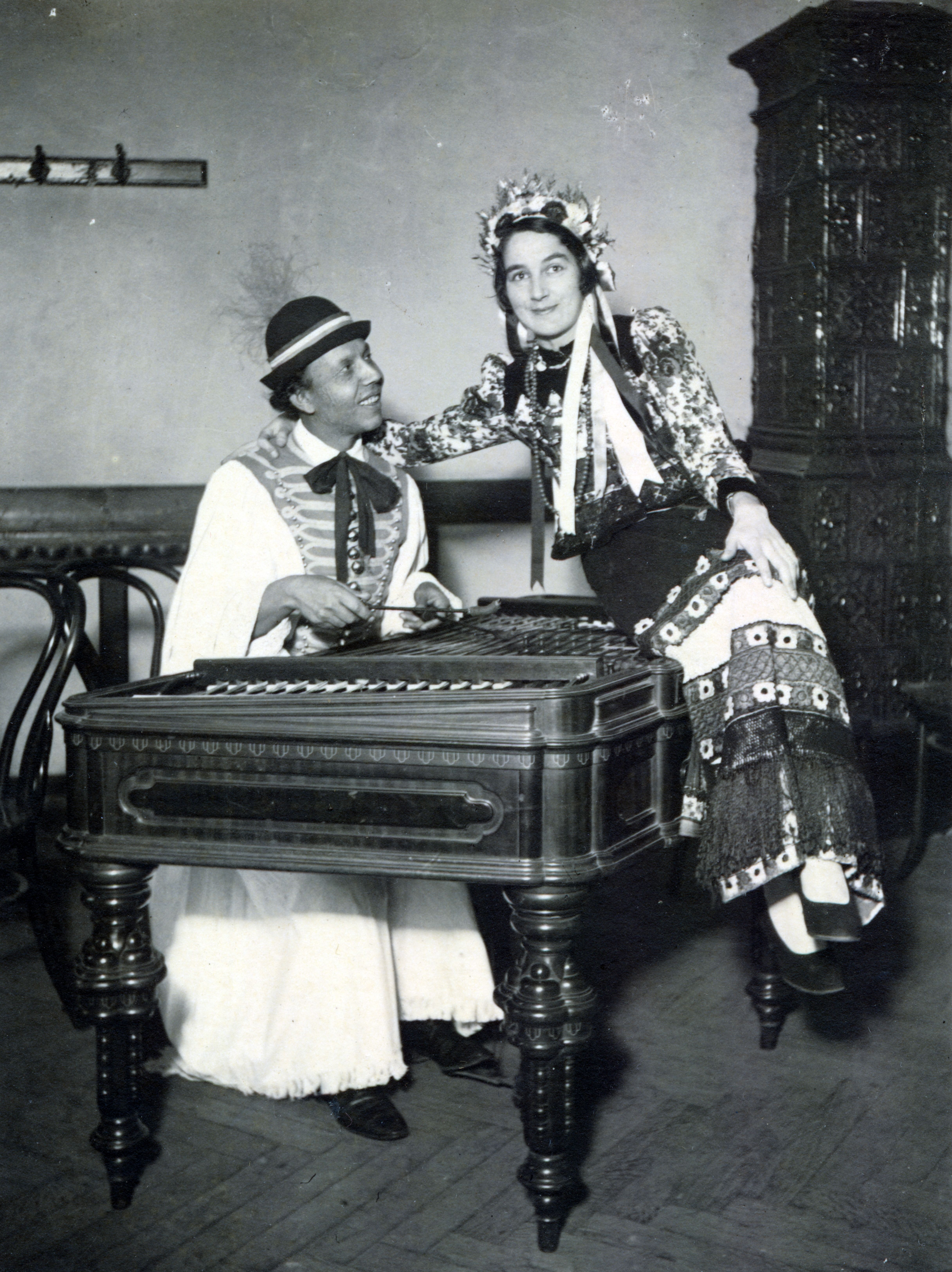
Aladár Rácz, cimbalist (1931)

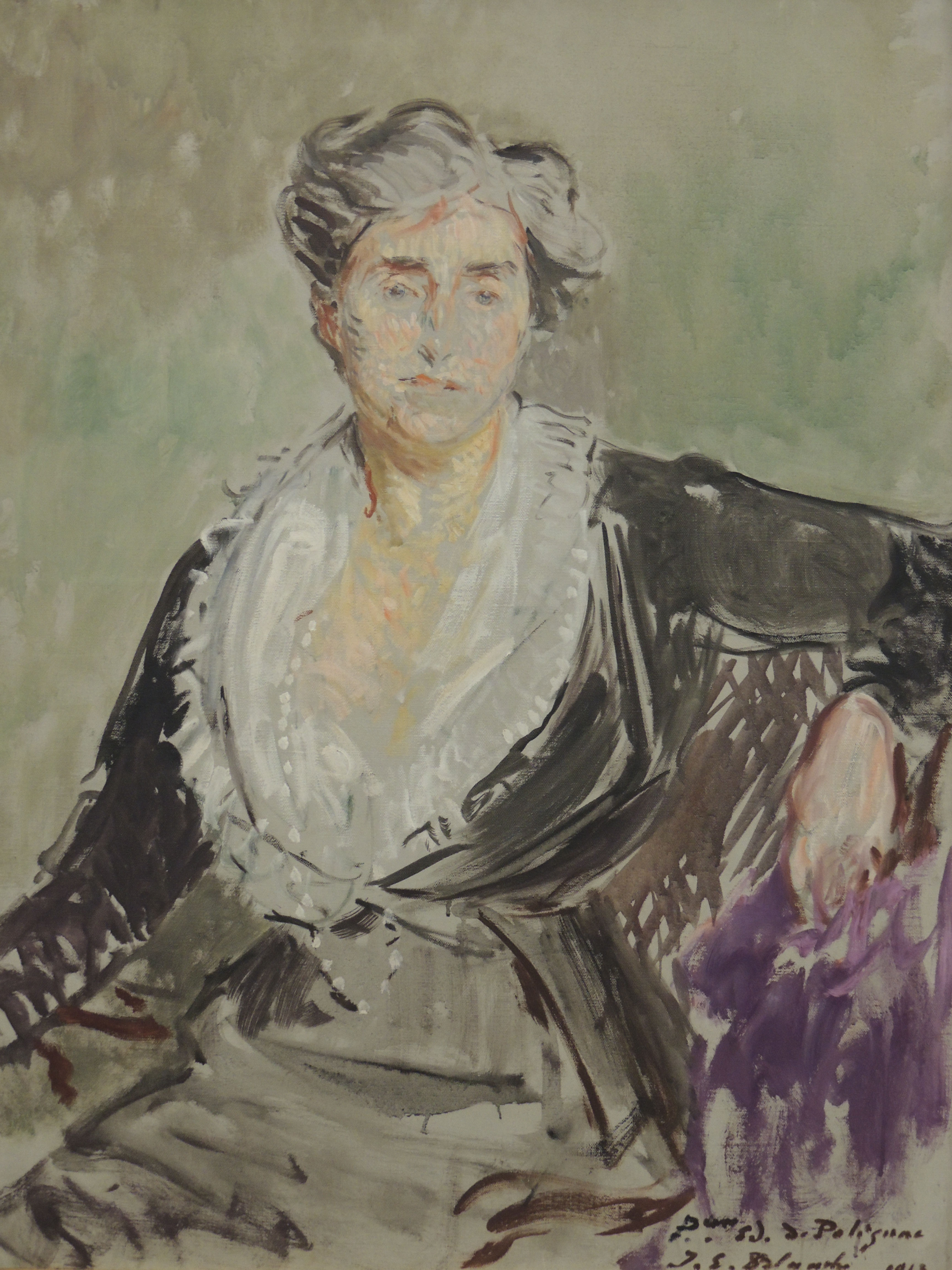
Studie van Jacques-Émile Blanche voor een portret van Prinses Edmond de Polignac

Renard (31) is een burleske opera in één acte van Igor Stravinsky. De tekst van het werk is door Stravinsky ontleend aan door Aleksandr Afanasjev verzamelde Russische volksverhalen; Stravinsky schreef het libretto in samenwerking met Charles-Ferdinand Ramuz. 
Renard is geschreven voor dwarsfluit, piccolo, hobo, cor anglais,klarinet, E♭-klarinet en fagot; twee hoorns en trompet, percussie (pauken, triangel, tamboerijn met en zonder bellen, cilindrische trommel, cimbalen en bass drum), cimbalom (of piano), enkelbezet strijkkwintet; twee solotenors en twee solobassen.

## Ontstaansgeschiedenis
Stravinsky wilde geen opera schrijven, maar een soort kamercantate die gemimede actie op het toneel begeleidt. De vier zangstemmen worden niet direct gekoppeld aan een van de karakters op het toneel (Renard, Haan, Kat en Ram); hierdoor kon Stravinsky de stemmen solistisch inzetten, of als duet, trio of kwartet wanneer dat muzikaal wenselijk was ().
Renard is geschreven in opdracht van de Prinses Edmond de Polignac. Naar haar idee was, na Richard Wagner en Richard Strauss, de tijd van grote orkesten voorbij en het zou aangenaam zijn om terug te keren naar een kleinorkest bestaande uit goed gekozen spelers en instrumenten. Stravinsky nam de opdracht graag aan, aangezien de oorlog hem had afgesneden van zijn inkomsten van zijn Russische landgoed (in het huidige Oekraïne) en evenmin kwamen er royalty's binnen van de Ballets Russes of van zijn uitgevers (). De compositie werd overigens nooit in de salon van De Polignac uitgevoerd ()
Renard is een soort overgangscompositie in het oeuvre van Stravinsky. Aan de ene kant was hij nog in zijn Russische periode en had hij het gebruik van volksmuziek nog niet achter zich gelaten. In de Sacre du Printemps is de muziek als het ware doorspekt met volksmuziek, maar in Renard gebruikt Stravinsky een techniek uit de in de volksmuziek gewortelde meerstemmigheid: de herhaling van korte en eenvoudige melodieuze frases die doorlopend van metrum wisselen. Hierdoor ontstaan een soort blokken die een diversiteit aan muzikale fragmenten bevatten. Een techniek die Stravinsky in latere werken gebruikte en uitwerkte. Zo worden bijvoorbeeld in de Symphonies d'instruments à vent de blokken niet alleen afgebakend in termen van harmonie, ritme en tempo, maar ook door hun instrumentale timbre ().
Stravinsky vatte het compositiewerk aan in de lente van 1915 in Château-d'Œx en rondde dat af in 1916 in Morges, beide in Zwitserland. Het werk is opgedragen aan Prinses Edmond de Polignac (Très respectueusement dédié à Madame la Princesse Edmond de Polignac ()). De eerste uitvoering van het werk, dat ongeveer 17 minuten duurt, vond plaats door de Ballets Russes in de Opéra Garnier in Parijs op 18 mei 1922 () o.l.v. Ernest Ansermet en met een choreografie van Bronislava Nijinska in een decor- en kostuumontwerp van Michail Larionov. Na een herziening ging het werk opnieuw in première op 21 mei 1929 in het Théâtre Sarah-Bernhardt te Parijs, met een choreografie van Serge Lifar.
Er is voor het werk geen duidelijk gedefinieerde originele titel. Voor de schetsen, de autograaf, drukuitgaven en andere schriftelijke en mondelinge overleveringen zijn er verschillende benamingen gebruikt. Stravinsky's 'fabel voor het boerenerf' () zou oorspronkelijk Сказка о петухе, лиса, коте и баране (Het verhaal van de Vos, de Haan, de Kat en de Ram () heten. In de Franstalige correspondentie met Polignac wordt de titel Renard gebruikt. Gezien de aard van het woordgebruik, samen met de meerduidigheid van de titel en het feit dat er delen onvertaalbaar zijn, kan de Russische titel als het meest bruikbaar worden gezien. Niet op zijn minst omdat het – aan het Pools ontleende – Russische woord Байка (uitgesproken als baika) niet vos betekent, maar letterlijk een term voor een fabel is ().
Op de kaft van de eerste gedrukte uitgave is de titel dan weer Histoire burlesque chantée et jouée, faite pour la scène d'après des contes populaires russes ().

## Opbouw van de compositie
In de partituur van het werk staat het volgende voorwoord: Renard moet worden gespeeld door clowns, dansers en acrobaten, bij voorkeur op een toneel van schragen met het orkest erachter geplaatst. Het moet worden gespeeld voor het gordijn wanneer het in een theater wordt uitgevoerd. De spelers blijven al de tijd op het toneel. Ze komen gezamenlijk onder begeleiding van de korte inleidende mars en hun afgang verloopt op dezelfde wijze. De rollen zijn stom, de zangers (twee tenoren en twee bassen) zijn in het orkest ().
Het werk is een moraliteit waarin Reinaart de Vos streken uithaalt en tot tweemaal toe de Haan te pakken neemt, maar in beide gevallen gered wordt door de Kat en de Ram. De drie vrienden wurgen dan Reinaart en vieren dat. Het verhaal is gebaseerd op de eeuwige tweestrijd tussen goed en slecht, het naïeve en het verfijnde, de bedrieger en de bedrogene. Sluwheid wint, maar niet voor lang. De voorzienigheid wint en de dader wordt gestraft. De laatste woorden in de versie van Ramuz zijn: Et si l'histoire vous a plu, payez-moi c'qui m'est dû! ()(). Renard is gebaseerd op de traditie van de vrije, zuiver orale, kunst van de Russische minstrelen (skomoroshi), rondtrekkende zangers, jongleurs, kwakzalvers en hansworsten die met satirische teksten kwamen, veroordeeld door de kerk, maar die populaire, chroniqueurs en vertolkers waren van het dorpsleven en de feodale achtergrond daarvan. Stravinsky baseerde Renard (en Les Noces) op deze traditie, maar hij vermijdt een etnomusicologisch geheel en verheft de archetypische setting van het symbolische verhaal met dieren tot iets dat bijna een archetype binnen een archetype wordt (). Als opvatting van geluid, is Renard een tussenfase in Stravinsky's ontwikkeling naar die harde diamantachtige sonoriteit die zo karakteristiek werd voor zijn muziek in de naoorlogse jaren ()()
Stravinsky maakte in een Geneefs restaurant kennis met de cimbalom, door de Hongaarse cimbalist Aladar Racz. In plaats van de cimbalom had Stravinsky eigenlijk de gusle in gedachten (). Het instrument wordt in het laatste deel gespeeld door de Ram, maar wordt in het orkest 'goed, maar met niet volledig succes geïmiteerd door de cimbalom' ()

## Bewerkingen
De Mars is door Stravinsky in 1917 bewerkt voor piano.

## Geselecteerde discografie
- Renard, in de 'Igor Stravinsky Edition' – deel 'Ballets – Vol. I', George Shirley en Loren Driscoll, tenor; William Murphy, bariton; Donald GRamm, bas; Toni Koves, cimbalom; Columbia Chamber Ensemble o.l.v. Igor Stravinsky, Sony Classical, SM3K 46 291
- Renard, Eric Tappy en Pierre-André Blazer, tenor; Philippe Huttenlocher, bariton; Jules Bastin, bas; Siegfried Schmidt, cimbalom; Ensemble Instrumental o.l.v. Charles Dutoit (met L'Histoire du soldat, Pulcinella, Le Chant du Rossignol, Erato, 2CDs, 3984-24246-2
- Renard, Jolan Aler en Steven Paul Spears, tenor; David Evitts, bariton; Wilbur Pauley, bas; Chris Deane, cimbalom; instrumentale solisten o.l.v. Robert Craft, Naxos, 8.557505
- Renard, Jean Giraudeau en Louis Devos, tenor; Louis-Jacques Rondeleux en Xavier Depraz, bas; Elemer Kiss, cimbalom; Orchestre du Domaine musical o.l.v. Pierre Boulez (+ diverse andere werken van Stravinsky), in 'Pierre Boulez - Le Domaine Musical 1958-1967', CD-Stravinsky, Accord, 4811510
- Mars uit Renard, in 'The Complete Piano Solos & Transcriptions', Alexey Zuev, piano, Fuga Libera, 5CDs, FUG 777